# برهان تطبيقي
البرهان التطبيقي هو أن تفرض من «المعلول» الأخير إلى غير النهاية جملة، ومما قبله، بواحد مثلا، إلى غير النهاية، جملة أخرى، ثم تطبق الجملتين، بأن تجعل الأول من الجملة الأولى بإزاء الأول من الجملة الثانية، والثاني بالثاني، وهلم جرا؛ فإن كان بإزاء كل واحد من الأولى واحد من الثانية، كان الناقص كالزائد، وهو محال، وإن لم يكن فقد يوجد في الأولى ما لا يوجد في إزائه شيء في الثانية، فتنقطع الثانية وتتناهى، ويلزم منه تناهي الأولى، لأنها لا تزيد على الثانية بقدر متناه، والزائد على المتناهي بقدر متناه يكون متناهيا بالضرورة.